# Dimer
Dimer er en kemisk forbindelse, hvor identiske molekyler er bundet sammen i par som for eksempel to monomerer, der er bundet sammen.
| Kemi | Spire Denne artikel om kemi er en spire som bør udbygges. Du er velkommen til at hjælpe Wikipedia ved at udvide den. |